# Каваньяри, Доменико
Доме́нико Каванья́ри (итал. Domenico Cavagnari; 20 июля 1876, Генуя — 2 ноября 1966, Рим) — итальянский адмирал.
Каваньяри принимал участие в боевых действиях в Ливии в 1911 году, в Первую мировую войну воевал на Адриатике.
С 1929 по 1932 годы был начальником Военно-морской академии в Ливорно. Затем, с 1934 года, стал начальником штаба ВМФ, подчиняясь Министру ВМФ. В результате именно Каваньяри выпало быть человеком, готовившим флот Италии ко Второй мировой войне. В частности, именно на нём лежит ответственность за то, что флот не воспользовался некоторыми достижениями итальянской электроники — и, например, не был оснащён радаром (который Каваньяри посчитал «дьявольской штукой»).
Каваньяри живописал перед Муссолини возможность победы итальянского флота в войне за счёт занятия оборонительной позиции. После поражения итальянского флота в бою у Калабрии и после дерзкой английской атаки Таранто Доменико Каваньяри был заменён на своём посту адмиралом Артуро Риккарди.